# Džinša
Reka Džinša (kitajsko: 金沙江; pinjin: Jīnshājiāng; dob.: 'Reka zlatega peska', tibetansko འབྲི་ཆུ, Wylie: Dri Chu, lolojsko: ꀉꉷꏁꒉ, nuoško ꀉꉷꏁꒉ, latinizirano: Axhuo Shyxyy) ali reka Lu je kitajsko ime za zgornji tok reke Jangce. Teče skozi province Činghaj, Sečuan in Junan v zahodni Kitajski. Reka teče skozi sotesko Tigrovega skoka.
Včasih jo skupaj z Lancangom (zgornji Mekong) in Nujem (zgornji Salven) združujejo kot območje Sandžjang ('Tri reke'), in so del svetovne dediščine z naslovom Zavarovana območja v narodnem parku treh vzporednih rek v provinci Junan.
Reka je pomembna za proizvodnjo hidroelektrarne; na reki Džinša je več največjih hidroelektrarn na svetu.

## Ime
Reka je bila prvič omenjena kot Hei (黑水, dobesedno "Črna voda") v delu Poklon Judžu vojskujočih se držav. V klasičnem delu Gore in morja iz obdobja Han je bila opisana kot Šeng (繩水, 绳水, Shéngshuǐ, 'Vrvna reka'). V času treh kraljestev je bila znana kot Lu (瀘水, 泸水, Lúshuǐ).
Zaradi prejšnjih sistemov romanizacije je bila reka v angleških virih zadnja tri stoletja znana kot Čin-ša Čjang in Kinša Kjang (ko ni bila preprosto opisana kot Jangce). Najpogostejše sedanje ime, Džinša, je romanizacija Hanju pinjin istih kitajskih znakov kot drugi dve.
Čeprav se ime običajno preveč dobesedno prevaja kot zlati pesek ali reka z zlatim peskom, ime ni poetično ali opisno za barvo rečnih bregov. Namesto tega je 金沙 opisovalo dejansko zlato, aluvialni zlati prah, ki ga včasih še vedno izperejo iz rečnih voda. Ime Džinša izvira iz dinastije Song, ko je reka privabljala veliko število iskalcev zlata. Iskanje zlata ob reki se nadaljuje še danes.
Kultura Džinša v prazgodovinski Kitajski je dobila ime po cesti v bližini najdišča in ne neposredno po reki.

## Geografija

### Potek
Reka Džinša je preprosto zgornji tok Jangceja, čeprav sta bili reki Jalong in Min včasih pred pojavom sodobne geografije obravnavani kot glavni tok. Tradicionalno velja, da izvira na sotočju rek Tongtian in Batang blizu Gjeguja v provinci Činghaj.
Kot reka Džinša nato teče proti jugu skozi globoko sotesko, vzporedno s podobnimi soteskami zgornjega Mekonga in zgornje reke Salvena, od katerih jo ločuje gorovje Ningdžing. Približno 400 km tvori zahodno mejo Sečuana in se nato izliva v provinci Junan. Po veliki, 320 km dolgi zanki severno od avtonomne prefekture Dali Bai se Džinša obrne proti severovzhodu in tvori mejo med provinci Sečuan in Junan, dokler se pri Ibinu v Sečuanu ne združi z reko Min in tvori Jangce.
Mokrišče Lašihaj leži v porečju reke DžJinša. Jezero in mokrišče oskrbujeta Lidžjang s pitno vodo, zagotavljata nadzor nad poplavami, shranjevanje in uravnoteženje vode v porečjih rek Džinša in Jangce ter sta habitat tisočim stalnim in selivskim vodnim pticam.

### Padec
Zgornji tok reke pade za približno 2,7 m/km. Pod Batangom v Sečuanu se padec postopoma zmanjša na približno 1,5 m/km, vendar Džinša ni plovna. Zlasti njen zgornji tok skozi soteske je bolj ovira kot pomoč pri prevozu.

### Jezovi
Reka se intenzivno gradi, predvsem za hidroelektrarne. Do marca 2014 je bilo na reki zgrajenih, v gradnji ali načrtovanih skupno 25 jezov. Po dokončanju jezu Baihetan leta 2022 je na reki pet največjih hidroelektrarn na svetu z močjo najmanj 3000 MW. Ko vse hidroelektrarne na reki obratujejo, predstavljajo največji koridor čiste energije na svetu. Vendar pa se nekateri od teh jezov (npr. jez Gangtuo) gradijo v Tibetu in kitajske oblasti so nasilno zatrle lokalne proteste, kar je povzročilo zaskrbljenost zaradi kršitev človekovih pravic.

## Zgodovina

### Cesarska Kitajska
Predcesarski Poklon Yuju je zapisal tradicionalno stališče, da reka Jangce izvira iz reke Min ali Jalonga namesto iz reke Džinša in to je ostalo neizpodbitno tisočletja, tudi potem ko je Li Daoyuanov Komentar k klasični vodni knjigi zapisal velik del obsežnega rečnega sistema reke Džinša v času severnega Veija. Geograf iz obdobja Ming, Šu Šjake, je bil prvi, ki je to popravil, čeprav je to na Kitajskem ostalo pogosto zmotno prepričanje vse do začetka 20. stoletja.

### Ljudska republika
Reka Džinša je v Kitajski v veliki meri razvita, saj je vzdolž reke v različnih fazah razvoja več kot šestnajst projektov jezov, mnogi pa tudi na njenih pritokih, zlasti na reki Jalong. Štirje jezovi vzdolž spodnjega dela reke so v gradnji ali so že dokončani za proizvodnjo hidroelektrarne in lovljenje mulja, ki bi sicer povzročal težave pri jezu Tri soteske. Deset največjih jezov bo proizvedlo 55.710 megavatov energije.